# Schwerte
Schwerte (in basso tedesco Schweierte) è una città di 46 240 abitanti della Renania Settentrionale-Vestfalia, in Germania.
Appartiene al distretto governativo (Regierungsbezirk) di Arnsberg ed al circondario di Unna (targa UN).
Schwerte si fregia del titolo di "Media città di circondario" (Mittlere kreisangehörige Stadt).

## Geografia fisica

### Posizione geografica
Schwerte si trova a sud-est di Dortmund nella parte orientale della regione della Ruhr. La zona boscosa in gran parte a nord della superficie cittadina è conosciuta come Montagne Ardey. Ad est si trova la città di Gehrenbach-Stausee.

### Clima
Le precipitazioni annuali sono di 871 millimetri e dunque piuttosto elevate, poiché i valori medi che si registrano in Germania sono inferiori. Il mese più asciutto è febbraio, la maggior parte delle precipitazioni si registrano nel mese di luglio. Il mese di luglio è 1,7 volte più piovoso rispetto a febbraio.

## Amministrazione

### Gemellaggi
- Cava de' Tirreni

## Galleria d'immagini

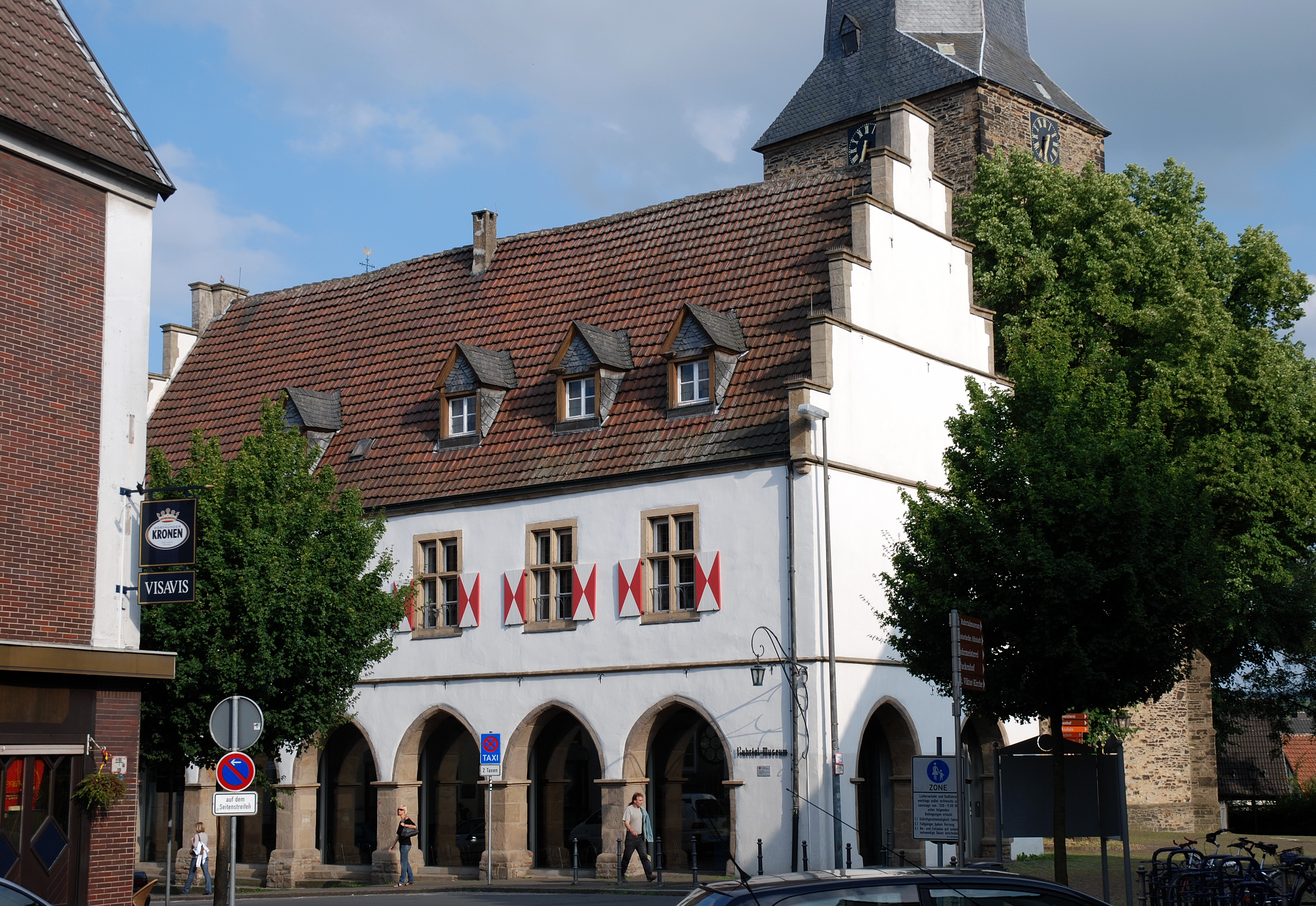
Municipio
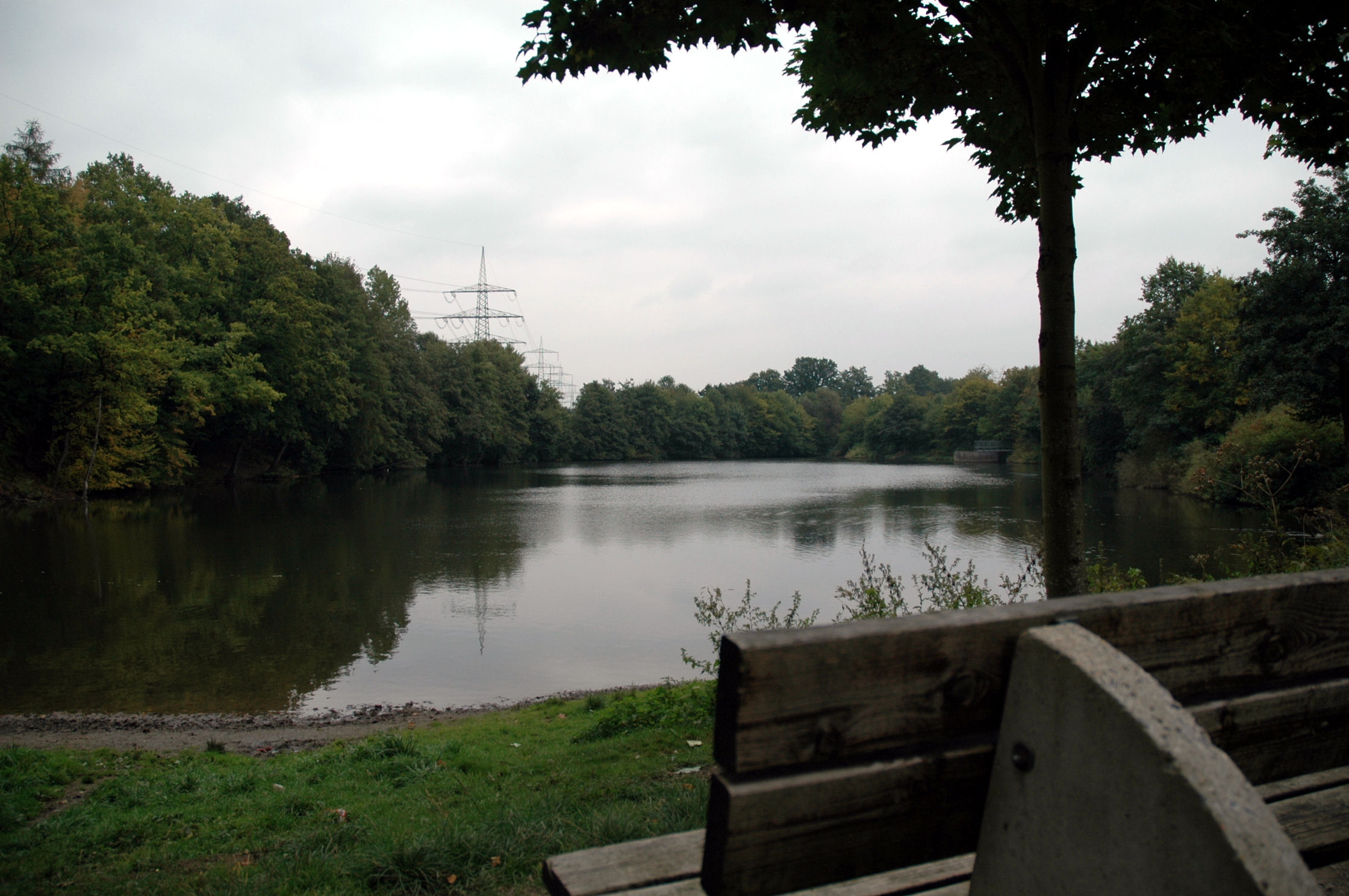
Lungo il lago
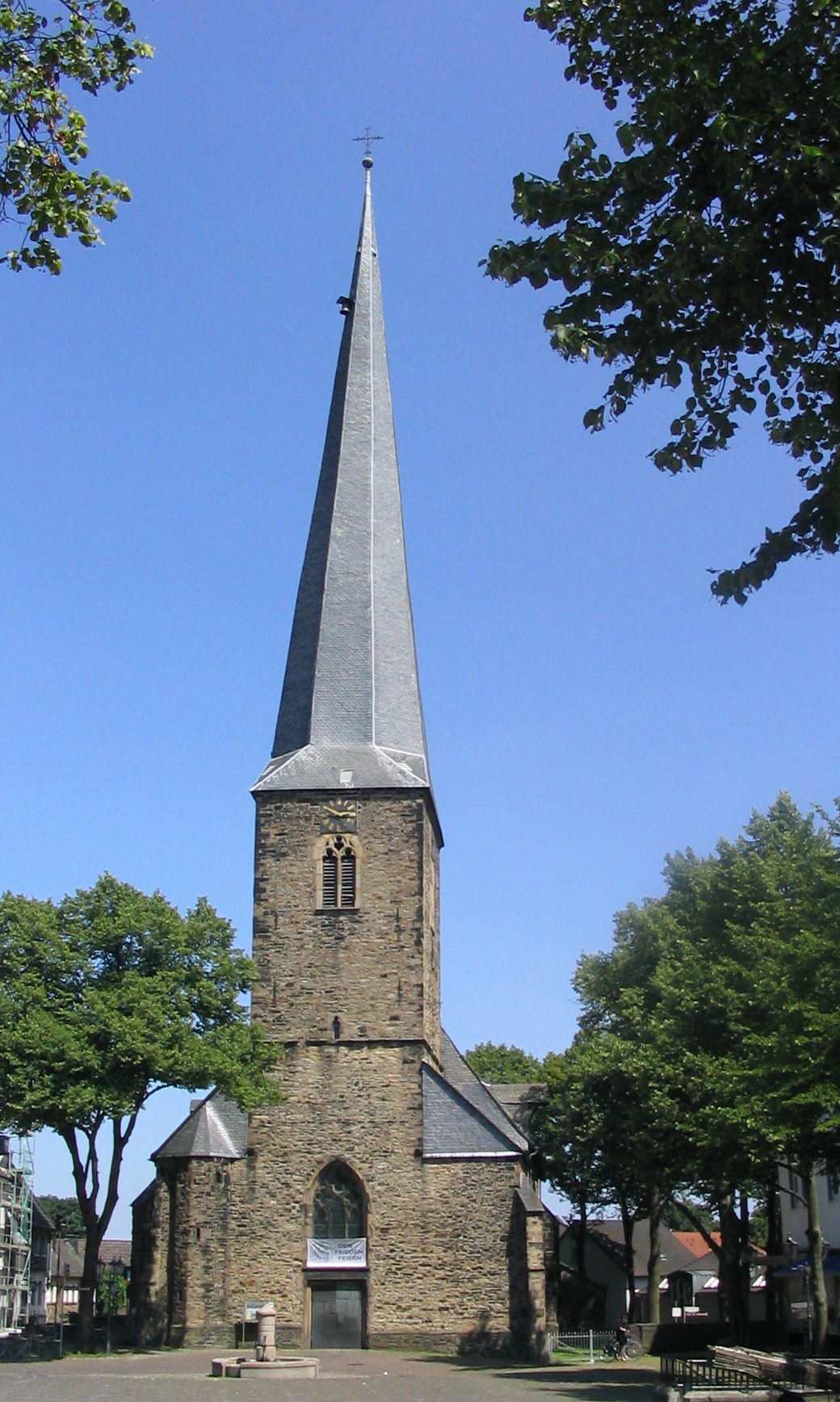
Chiesa di San Vittorio - Piazza del Mercato da ovest
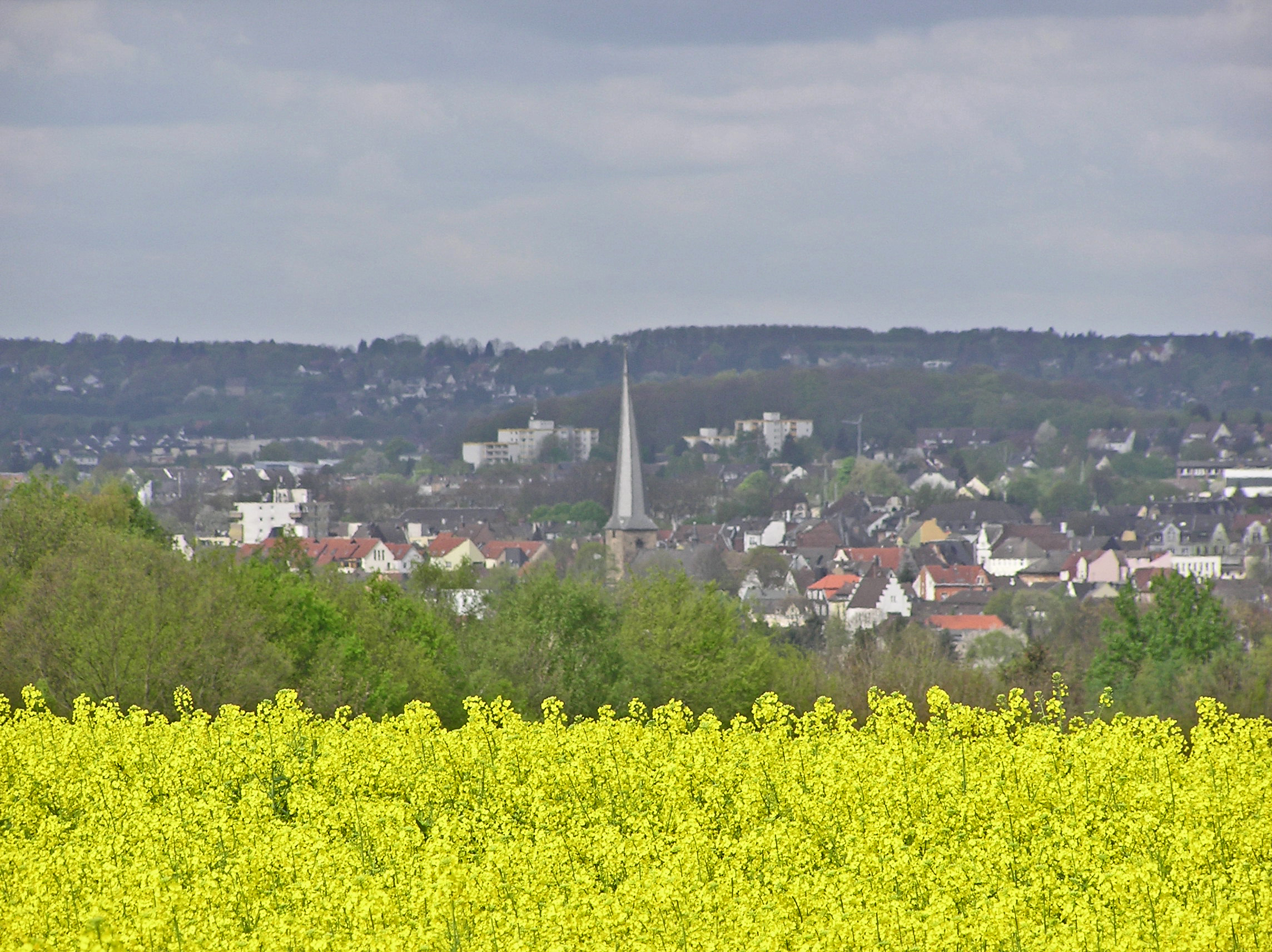
Panorama
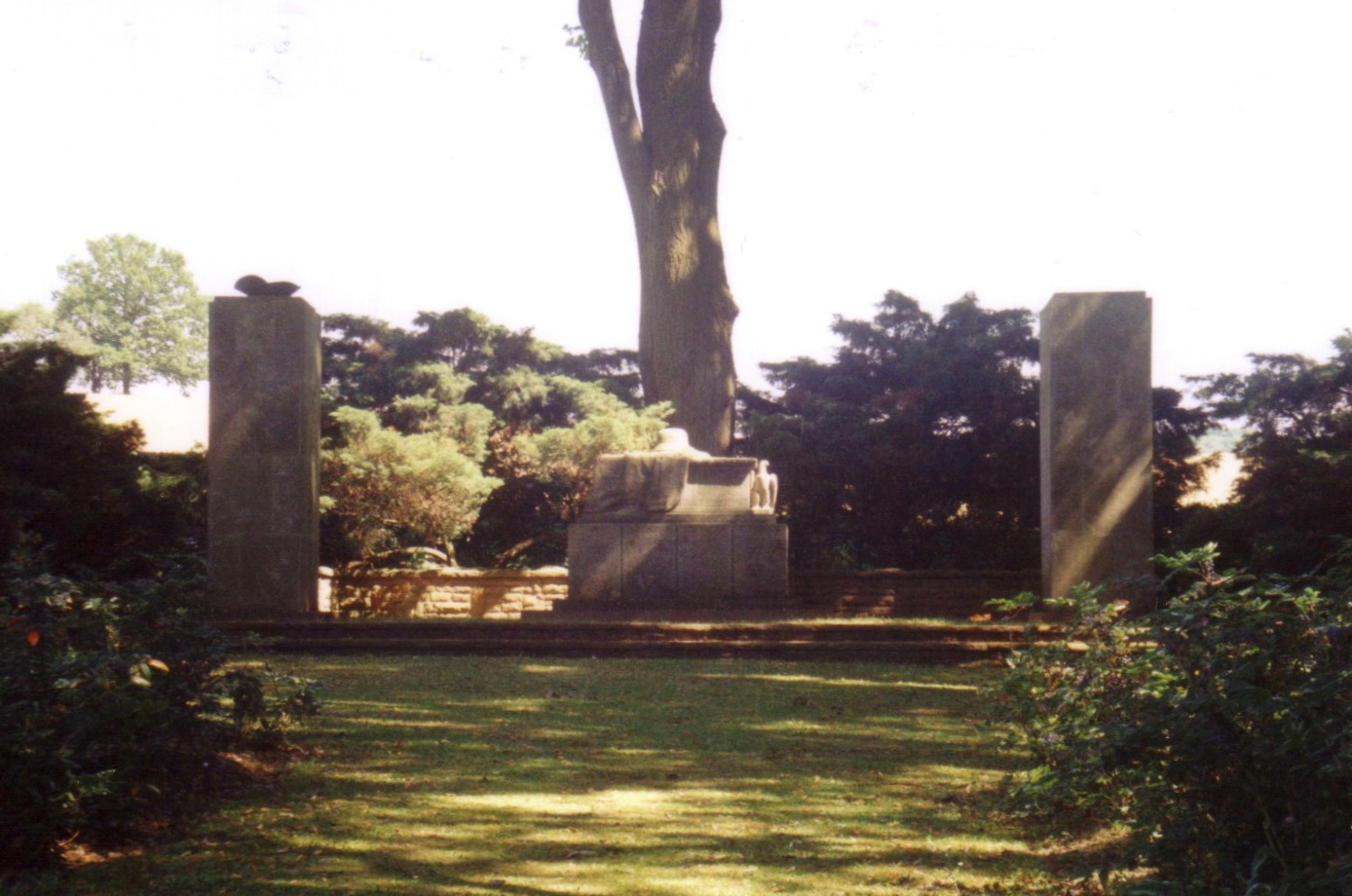
Monumento commemorativo dei caduti in guerra
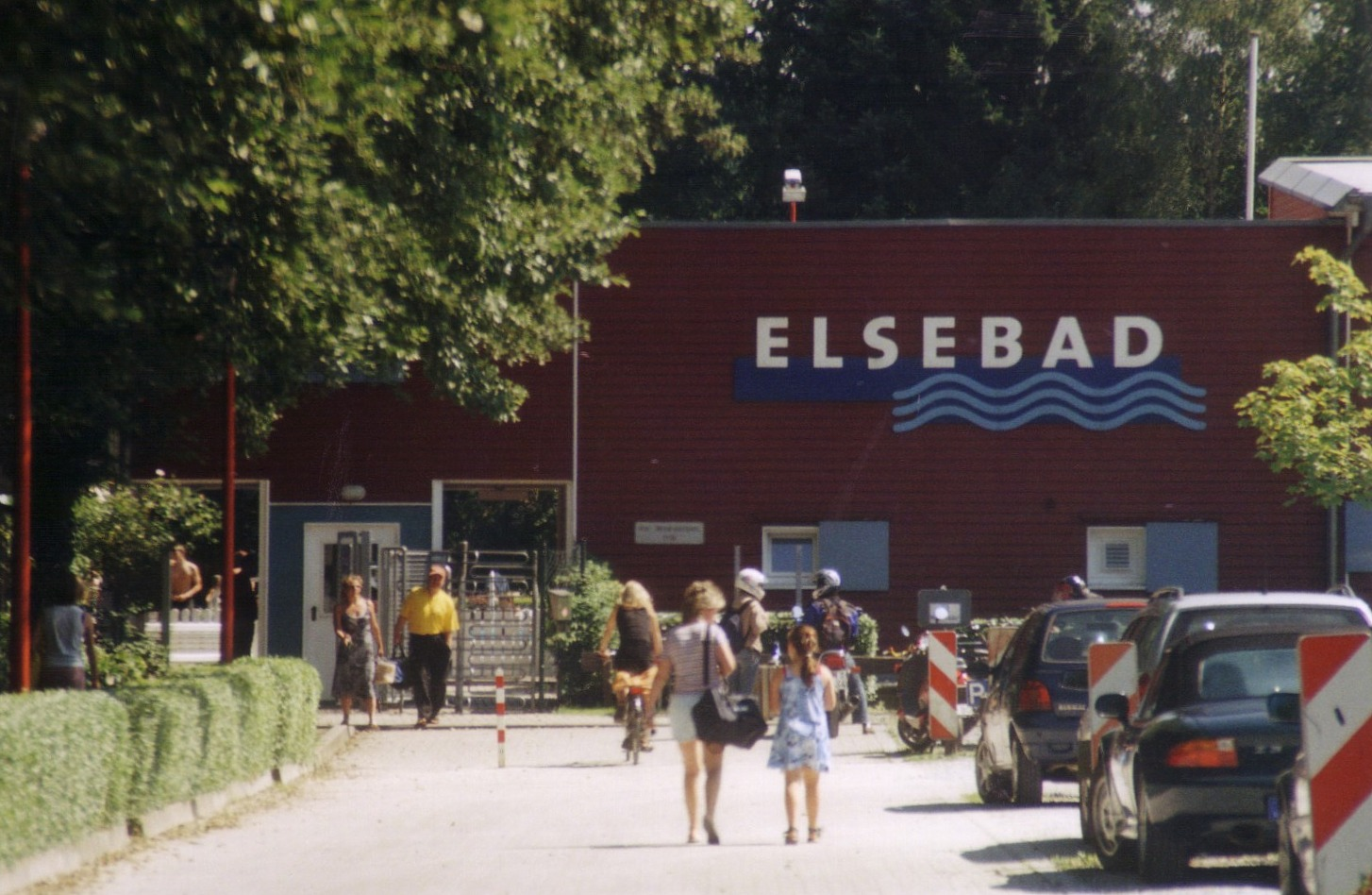
Ingresso della Elsebad nell'estate del 2005
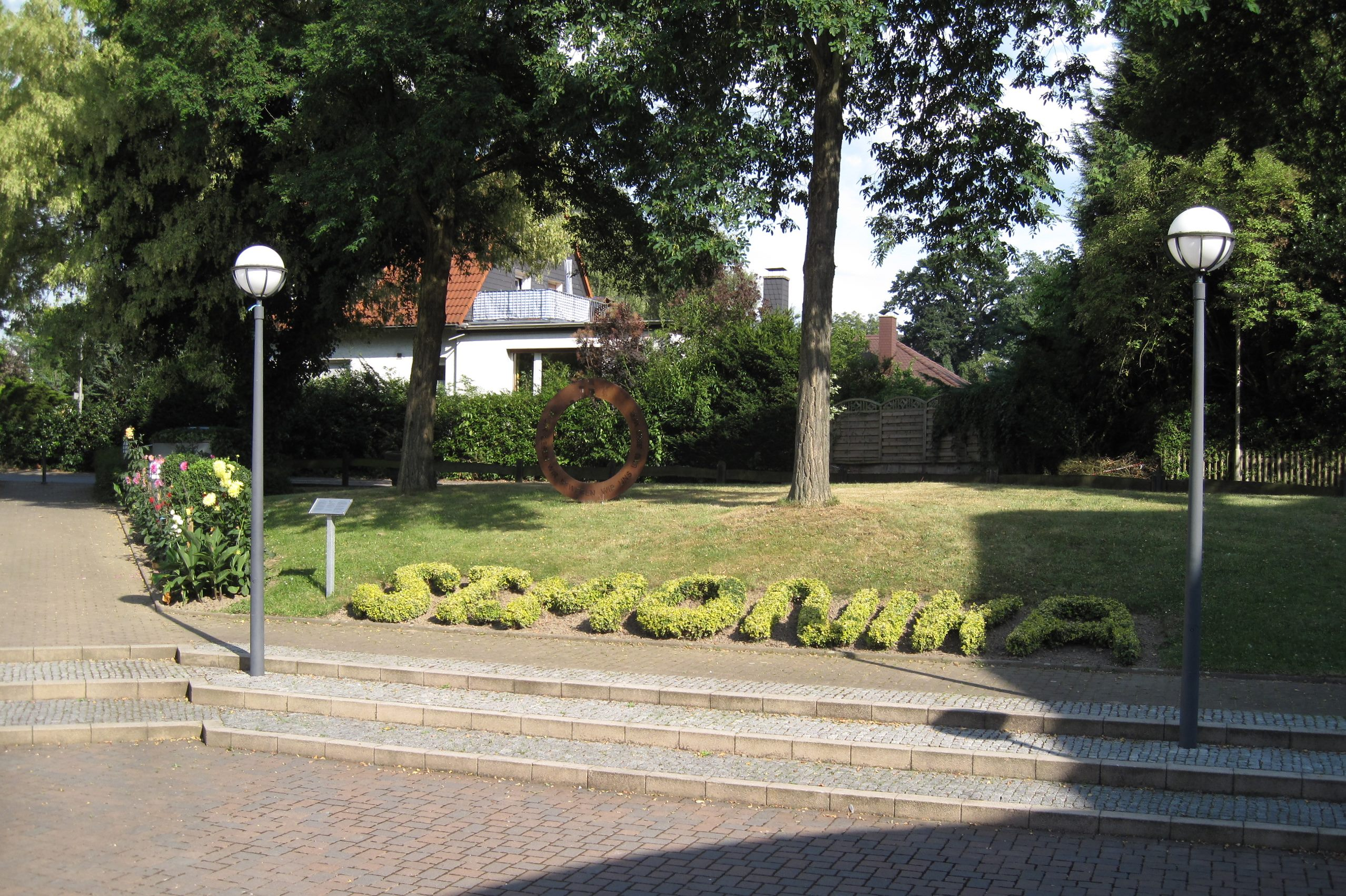
viale Santa Monica
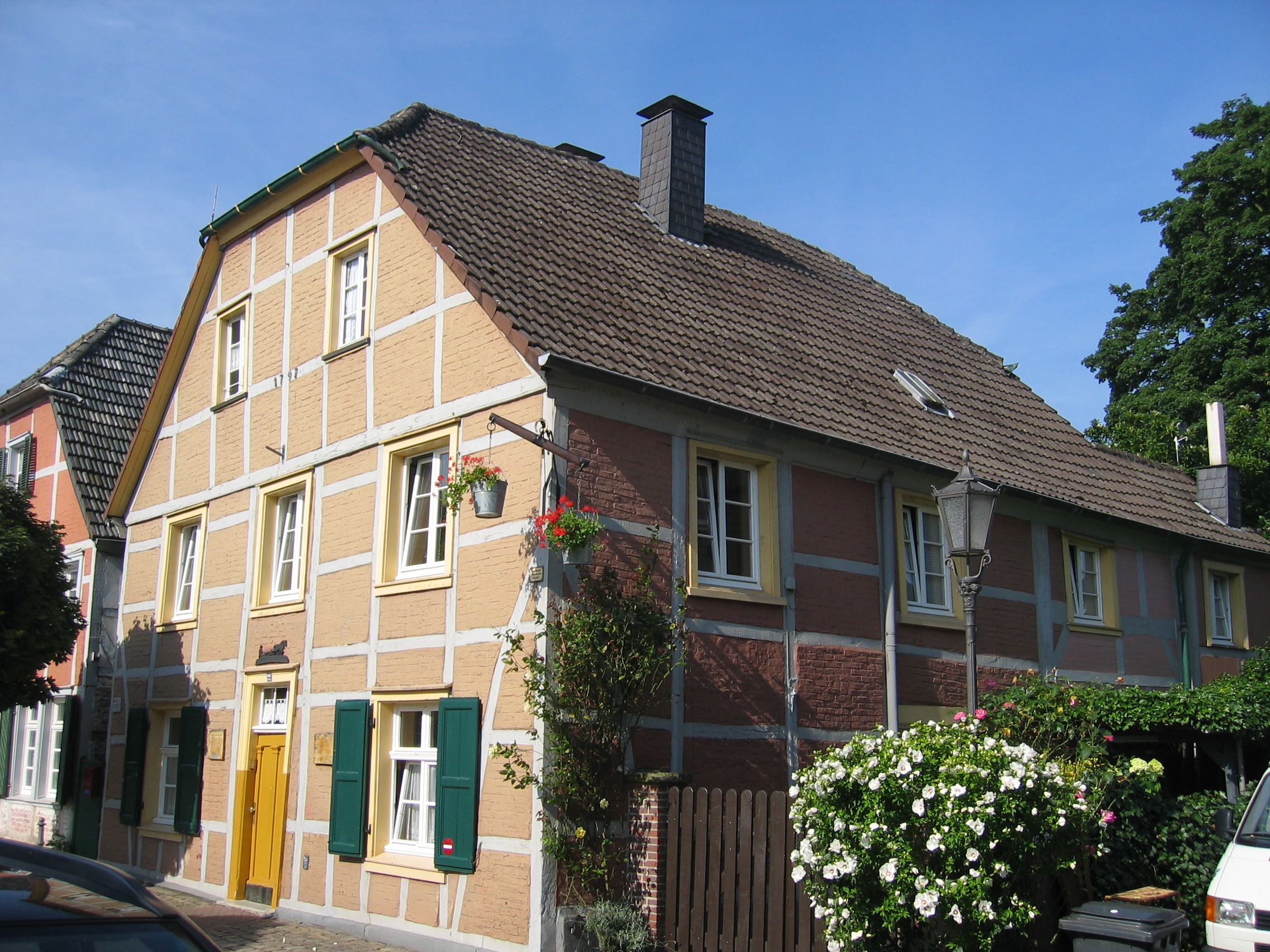
Mühlenstraße